# Olympische Jugend-Sommerspiele 2014/Teilnehmer (Kasachstan)
| Gelbes Symbol für Goldmedaillen mit stilisierten Olympischen Ringen | Graues Symbol für Silbermedaillen mit stilisierten Olympischen Ringen | Braundes Symbol für Bronzemedaillen mit stilisierten Olympischen Ringen |
| ------------------------------------------------------------------- | --------------------------------------------------------------------- | ----------------------------------------------------------------------- |
| 3                                                                   | 1                                                                     | 4                                                                       |

Die Jugend-Olympiamannschaft aus Kasachstan für die II. Olympischen Jugend-Sommerspiele vom 16. bis 28. August 2014 in Nanjing (Volksrepublik China) bestand aus 51 Athleten.

## Athleten nach Sportarten

### Beachvolleyball
| Mädchen - Yekaterina Lassyuta - Anna Pimenova 25. Platz | Jungen - Yegor Dmitriyev - Sergey Polichshuk 17. Platz |

### Bogenschießen
Mädchen
- Aruzhan Abdrazak
Einzelmehrkampf: 17. Platz
Mixed: 6. Platz (mit Marcus D’Almeida  Brasilien)

### Boxen
| Mädchen - Alua Balkibekova Fliegengewicht: 5. Platz | Jungen - Shalkar Aikhynbay Halbfliegengewicht: 4. Platz - Abylaichan Schüssipow Leichtgewicht: Gold - Vadim Kazakov Halbschwergewicht: Silber |

### Fechten
Jungen
- Nurlan Kassymov
Säbel Einzel: 6. Platz

### Gewichtheben
| Mädchen - Altynay Damen Mittelgewicht: 5. Platz - Tatyana Kapustina Superschwergewicht: Bronze | Jungen - Mikhail Makeyev Leichtgewicht: 4. Platz - Zhaslan Kaliyev Mittelgewicht: Bronze |

### Judo
| Mädchen - Adiya Saiyn Klasse bis 44 kg: 7. Platz | Jungen - Bauyrzhan Zhauyntayev Klasse bis 55 kg: Gold Mixed: 9. Platz (im Team Kerr) |

### Kanu
| Mädchen - Yekaterina Kaltenberger Kajak-Einer Sprint: 4. Platz Kajak-Einer Slalom: DNS | Jungen - Anton Alshanskiy Kanu-Einer Sprint: 9. Platz Kanu-Einer Slalom: DNF (Vorlauf) |

### Leichtathletik
| Mädchen - Ljubow Uschakowa 400 m: 13. Platz 8 × 100 m Mixed: 50. Platz - Anastasiya Sergeyeva 400 m Hürden: 14. Platz 8 × 100 m Mixed: 37. Platz - Yekaterina Nesterova Kugelstoßen: 11. Platz 8 × 100 m Mixed: 49. Platz - Varvara Nazarova Speerwurf: 13. Platz 8 × 100 m Mixed: 15. Platz | Jungen - Vladislav Grigoryev 200 m: 16. Platz 8 × 100 m Mixed: 50. Platz - Ivan Solovyev Dreisprung: 6. Platz 8 × 100 m Mixed: 16. Platz |

### Moderner Fünfkampf
| Mädchen - Olesya Mylnikova Einzel: 21. Platz Mixed: 24. Platz (mit Sherif Nazeir Ägypten) | Jungen - Artyom Drobotov Einzel: 13. Platz Mixed: 8. Platz (mit Iryna Prasiantsova Belarus) |

### Radsport
- Mixed: 5. Platz

| Mädchen - Tatyana Geneleva - Viktoriya Pastarnak Kombination: 29. Platz | Jungen - Grigory Shtein - Nurgali Turebekov Kombination: 22. Platz |

### Rhythmische Sportgymnastik
Mädchen
- Yelizaveta Mainovskaya
Einzel: 13. Platz
- Wiktorija Gusljakowa
- Ämina Qoschachat
- Nurai Qumarowa
- Darja Medwedewa
- Älija Moldachmetowa
Mannschaft: Bronze

### Ringen
| Mädchen - Merey Duisenova Freistil is 70 kg: 7. Platz | Jungen - Raiynbek Kurmanali Griechisch-römisch bis 58 kg: 5. Platz - Yevgeny Polivadov Griechisch-römisch bis 69 kg: Bronze - Mukhambet Kuatbek Freistil bis 54 kg: Gold |

### Schießen
Jungen
- Suchrab Turdyjer
Luftpistole 10 m: 8. Platz
Mixed: DNF (mit Tereza Přibáňová  Tschechien)

### Schwimmen
| Mädchen - Yekaterina Russova 50 m Freistil: 21. Platz - Yekaterina Dymchenko 50 m Rücken: 22. Platz 100 m Rücken: 20. Platz | Jungen - Dmitry Goverdovsky 50 m Brust: 20. Platz 100 m Brust: 29. Platz |

### Taekwondo
Jungen
- Galymzhan Serikbay
Klasse bis 48 kg: 5. Platz

### Tischtennis
| Mädchen - Yuliya Ryabova Einzel: 25. Platz Mixed: 25. Platz | Jungen - Kirill Gerasimenko Einzel: 9. Platz Mixed: 25. Platz |

### Trampolinturnen
Jungen
- Pirmammad Aliyev
Einzel: 7. Platz

### Triathlon
Jungen
- Arman Kydyrtayev
Einzel: 31. Platz
Mixed: 15. Platz (im Team Asien 3)

### Turnen
| Mädchen - Arailym Khanseiitova Einzelmehrkampf: 24. Platz | Jungen - Yerbol Jantykov Einzelmehrkampf: 15. Platz |